# Sukahaji (Sukawening)
Sukahaji is een bestuurslaag in het regentschap Garut van de provincie West-Java, Indonesië. Sukahaji telt 5489 inwoners (volkstelling 2010).